# Nihat Mämmädli
Nihat Zahid oğlu Mämmädli (azerbajdzjanska: Nihat Zahid oğlu Məmmədli), född 25 juli 2002, är en azerisk brottare som tävlar i grekisk-romersk stil.

## Karriär
Vid EM 2025 i Bratislava tog Mämmädli guld i 60 kg-klassen efter att ha besegrat serbiske Georgij Tibilov i finalen.